# Allan Søgaard
Allan Søgaard (født d. 20. januar 1978 i Brædstrup, Danmark) er en tidligere dansk fodboldspiller, som senest spillede som defensiv midtbanespiller for AC Horsens i 1. division. Han har spillet for klubben hele sin aktive seniorkarriere, startende i 1995, og har dermed været en del af klubben stort set hele dens levetid. Han har spillet over 300 kampe for AC Horsens. Han stopper sin aktive karriere sommeren 2010 pga. familien og manglende spilletid.
Søgaard har været med til at spille AC Horsens fra en midterplacering i 1. division og op i den øverste halvdel af SAS Ligaen, og har med sin høje arbejdsindsats og store loyalitet til klubben været en populær figur blandt Horsens' fans.

## Karrierestart og 1. division
Søgaard spillede i sine børne- og ungdomsår for Brædstrup IF i sin hjemby, inden han i 1995 blev en del af den nystartede horsensianske fusionsklub AC Horsens. Op gennem 1990'erne tilspillede han sig en nøglerolle for klubben. 
Da AC Horsens i 2001 fik den tidligere danske landsholdsspiller Kent Nielsen som træner, spillede Søgaard og resten af klubben pludselig med om oprykning til SAS Ligaen. I sæsonen 2004-05 sikrede holdet sig oprykningen, samtidig med at man samme sæson nåede semifinalerne i DBU's landspokalturnering. Søgaard var igennem hele denne proces en af holdets absolut bærende kræfter.

## Superligaen
Søgaard scorede den 7. august 2005 AC Horsens' første mål nogensinde i SAS Ligaen, da han udlignede til 1-1 i en kamp mod FC Midtjylland på SAS Arena i Herning. Han var resten af sæsonen med sit fysiske spil og gode fight en vigtig faktor i at AC Horsens overraskende formåede at undgå nedrykningen.
I sin anden sæson i ligaen blev Søgaard imidlertid ramt af skader i sin akillessene, der holdt ham væk fra Horsens-holdet i stort set hele 2007. Under sit fravær blev pladsen på den defensive midtbane hovedsageligt administreret af holdets tidligere topscorer Niels Lodberg samt ghaneseren Charles Akonnor. Søgaard vente dog tilbage til holdet i starten af 2008, og var med til at sikre holdet en 5. plads i SAS Ligaen den pågældende sæson. 
I sæsonen 2008-09 var Søgaard tilbage som en integreret del af Horsens-holdet, men kunne med holdet ikke levere de samme positive resultater som de foregående sæsoner. Søgaard scorede et fremragende langskudsmål under en udekamp mod Brøndby IF, men horsensianerne tabte alligevel kampen 4-3, og måtte overvintre på SAS Ligaens sidsteplads. 

## Privatliv
Søgaard er uddannet bankrådgiver, et job han i mange år besad ved siden af karrieren hos AC Horsens. Først efter klubbens oprykning til SAS Ligaen overgik han til fuldtidsprofessionel fodbold.